# Dorfkirche Schernikau (Bismark)

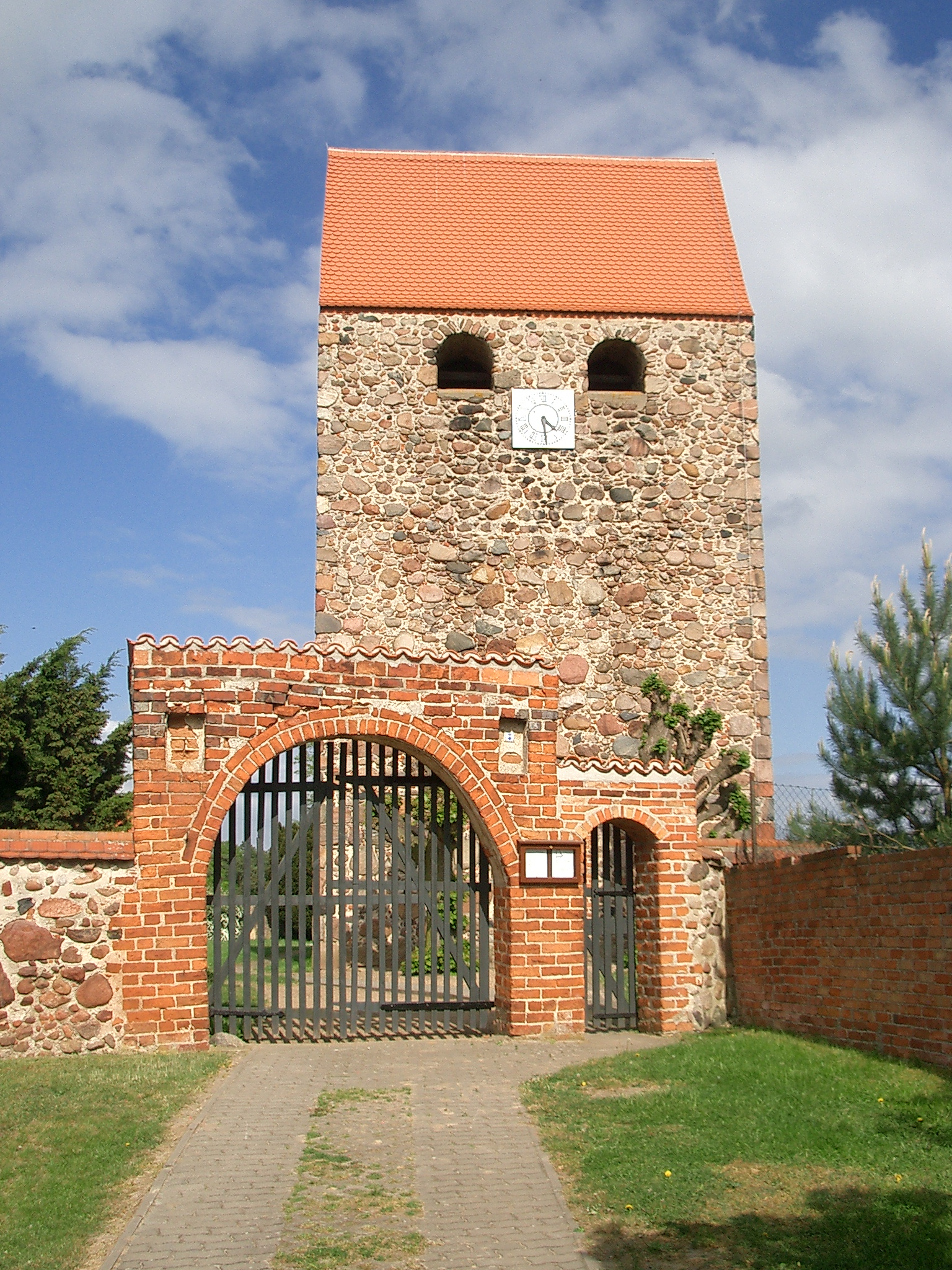
Zugang zur Dorfkirche Schernikau

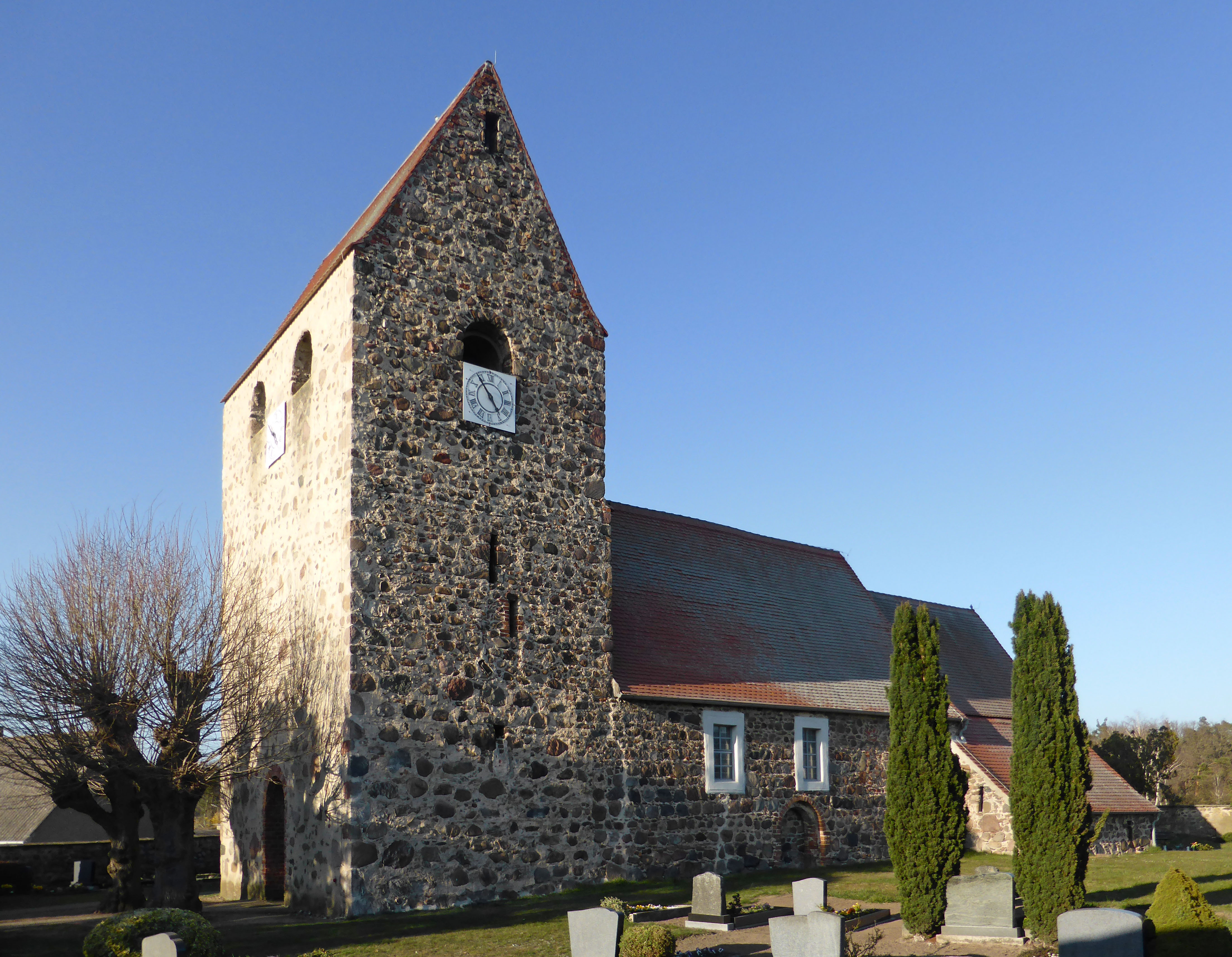
Dorfkirche Schernikau

Die evangelische Dorfkirche Schernikau ist eine romanische Saalkirche im Ortsteil Schernikau von Bismark im Landkreis Stendal in Sachsen-Anhalt. Sie gehört zum Pfarrbereich Möringen-Uenglingen im Kirchenkreis Stendal der Evangelischen Kirche in Mitteldeutschland.

## Geschichte und Architektur
Die Kirche Schernikau ist ein Feldsteinbauwerk mit eingezogenem Rechteckchor vom Anfang des 13. Jahrhunderts und einem Westquerturm, der vermutlich noch gegen Ende des 12. Jahrhunderts entstand und mit rundbogigen Schallöffnungen und Satteldach versehen ist. Im Jahr 1739 wurden die Schiffs- und Chorfenster stichbogig oder rechteckig vergrößert. Ursprünglich befanden sich noch ein jetzt vermauertes Fenster an der Südseite des Chores und zwei hohe Rundbogenfenster an der Ostseite, außerdem ein vermauertes abgestuftes Tor mit Rundbogen aus Backstein an der Südseite und eine rundbogige Priesterpforte, die in die später angebaute Sakristei führt. Das Westportal wurde im 19. Jahrhundert eingebrochen. Die Kirche steht auf dem mit einer Feldsteinmauer umfriedeten Kirchhof und ist über ein rundbogiges Backsteintor mit stichbogiger Fußgängerpforte vom Anfang des 16. Jahrhunderts zugänglich.
Das Innere ist mit flachen Holzdecken abgeschlossen, ein mächtiger spitzbogiger Chorbogen gliedert den Raum. Im Turmraum ist ein querliegendes Tonnengewölbe eingebaut, das für eine hölzerne Treppe durchbrochen ist. Das Turmobergeschoss war ursprünglich vermutlich nur über eine hölzerne Außentreppe zugänglich, an der Südseite des Turms ist noch die heute vermauerte Einstiegsöffnung erkennbar, ähnlich wie an der Gutskirche Welle und an der Dorfkirche Arnim. An der nördlichen Schiffswand sind spätgotische Wandmalereien aus dem 15. Jahrhundert erhalten, die 1933 freigelegt wurden und vier Passionsszenen darstellen.

## Ausstattung
Das Altarretabel ist auf 1711 datiert und zeigt zwei Gemälde übereinander mit Darstellungen des Abendmahls und der Kreuzigung, gerahmt von Säulen und Akanthusschnitzwerk und bekrönt von der Figur des auferstandenen Christus; es wurde von denen von Bartensleben gestiftet. Eine hölzerne, auf 1708 datierte Kanzel ruht auf einer geschnitzten Säule mit Rankenwerk und zeigt in den Füllungen gemalte Darstellungen von Christus, Petrus und Johannes dem Täufer.
Von ursprünglich zwei Glocken musste eine für Kriegszwecke abgegeben werden. Eine große Bronzeglocke wurde 1489 gegossen und trägt am Hals die Inschrift: „Anno-domini-MCCCCLXXXIX – ik-troste-den-levenden-un-bewene-de-dode-ik-sture-de-durei-node“ (Im Jahr 1489 – ich tröste die Lebenden. ich beweine den Tod, ich steure die teure Not.)